# 里龙乡
里龙乡，是中华人民共和国西藏自治区林芝市米林市下辖的一个乡镇级行政单位。

## 行政区划
里龙乡下辖以下地区：
里龙村、仲萨村、才巴村、巴让村、甲帮村、玉松村、朗贡村和德吉新村。